# Saattut
Saattut (Sãtut avant 1973) est un village groenlandais situé dans la municipalité d'Avannaata. La population était de 211 habitants en 2009.

## Géographie
Le village est situé dans l'ouest du Groenland, sur une petite île du fjord Uummannaq, au nord-est d'Uummannaq.